# راز (فیلم ۱۹۹۰)
راز (ایتالیایی: Il segreto) فیلمی ایتالیایی است که در سال ۱۹۹۰ منتشر شد. از بازیگران آن می‌توان به ناستاسیا کینسکی و لوئیجی دیبرتی اشاره کرد.